# Nycturie
Nycturie, soms ook nocturie (afgeleid van het Latijn nox, nacht, en Grieks [τα] ούρα, urine), is het verschijnsel waarbij iemand 's nachts één of meerdere keren moet opstaan om te plassen.
Meer dan de helft van de vrouwen en mannen ouder dan vijftig jaar hebben dit verschijnsel. Overdag produceert een mens gemiddeld een tot twee liter urine en plast zo'n vier tot zes keer. 's Nachts valt de urineproductie terug tot 25 procent en zouden we normaliter moeten doorslapen. Voornamelijk ouder wordende mensen krijgen last van nycturie.

## Oorzaken
In de meeste gevallen is het geen ziekte of gevolg van een ziekte, maar een onschuldig verschijnsel, dat alleen hoeft te worden behandeld als de nachtrust er duidelijk onder lijdt. Een vrij veel voorkomende oorzaak bij middelbare en oudere mannen zijn klachten samenhangend met de prostaat, vooral benigne prostaathypertrofie. Soms is het een symptoom van hartfalen, of van een blaas-, nier- of bijnieraandoening.

## Remedie
Nycturie kan, als het geen symptoom van een onderliggende ziekte is, bestreden worden door aangepaste eet- en vooral drinkgewoontes. Ook bepaalde medicijnen kunnen de nachtelijke overproductie van urine tegengaan, gebruik hiervan puur als symptoombestrijding wordt echter afgeraden. Ook lichaamsbeweging (ten minste één uur per week) kan goed helpen.